# Кадань (річка)
Кадань (словац. Kadaň) — річка в Словаччині; ліва притока Нітри. Протікає в окрузі  Нітра.
Довжина — 17.8 км. Витікає в масиві Трибеч на висоті 242 метри.
Протікає територією сіл Штітаре;  Пограниці; Мали Лапаш; Вельки Лапаш; Голіаново та Вельки Цетін.
Впадає в Нітру на висоті 130 метрів.